# Новий Їчин
Новий Їчин (нім. Neutitschein, чеськ. Nový Jičín) — місто в Моравсько-Сілезькому краї, Чехія, за 34 км на південний захід від Острави на річці Їчинка.

## Історія
Перша згадка про місто в 1313 році, коли було королем Яном Люксембурзьким видано міський статут, який давав йому право на збір мит та зборів.
Попередником міста було поселення попід замком Старий Їчин. Вигідне географічне положення на перехресті важливих торговельних шляхів надали позитивний вплив на його розвиток.